# 경산시의 시내버스
경산시의 시내버스는 경상북도 경산시에서 운행되고 있는 대중교통 수단으로 현재 지선 11개 노선, 간선 14개, 순환 4개 노선이 있다. 나머지는 대부분 대구광역시의 시내버스에 의존하고 있으며, 시간표를 보면 대구 업체들과 공동으로 들어가는 노선들을 제외하면 대구 시내버스보다 첫차 시간이 늦고 막차 시간은 더 이르다는 특징이 있다.
1982년부터 일부 노선을 대구광역시 업체와 공동 배차하고 있으며, 현재 3개 노선(509, 814, 894번)이 경산시 업체와 대구광역시 업체가 공동 운행한다.
대구광역시와 인접한 경산시의 특성상, 경상북도 내에서 최초로 도입하는 사항들이 많은 편이다. 2003년에는 경상북도 내에서 천연가스버스를, 2006년에는 초저상버스를 각각 첫 도입했다. 2003년 천연가스버스의 첫 도입 당시에는 대구광역시 관내의 충전소를 이용했으며, 2007년에 신천동, 2008년 와촌면 용천리에 CNG충전소를 설치하여 운영 중이다. 2025년 8월에는 용천리CNG충전소 구내에 수소 충전소가 추가됐다. 하지만 경산시가 천연가스버스가 의무화된 곳은 아니기 때문에, 디젤버스도 혼용하고 있다. 2024년에는 경산버스가 플러그인 전기버스를 첫 도입해서 운행 중이며, 2025년에는 대화교통이 수소연료전지버스를 첫 도입했다.

## 현황

### 운임
아래 표는 2009년 1월 17일, 대구광역시의 시내버스·대구 도시철도와 같은 통합 환승 체계를 적용하면서 시행하였다. 따라서 대구광역시의 시내버스와 요금 체계와 같으며, 좌석버스와 일반버스의 구분이 없고(즉 모든 노선이 거리에 상관없이 단일 요금제), 수도권(서울과 인천, 경기도)이 통합 환승체계를 적용하는 것처럼 경산시에서 운행하는 시내버스도 요금, 환승 조건 등이 대구광역시의 시내버스와 같다. 하지만 대구 시내버스 노선과 경산시의 시내버스가 시계외요금을 받지 않는 것과 달리 경산의 와촌1번 노선은 2019년 8월 20일 환승제 확대로 폐지되기 전까지 영천시 신녕면 구간에서 시계외요금을 받았다.
운임 지불 수단 역시 대구광역시의 시내버스와 마찬가지로 현금 또는 대경교통카드, 후불식 KB국민카드를 사용한다. 하지만 경산버스 소속 차량에는 대구광역시와의 마찰로 2002년부터 신나리카드가 사용되었으나 이후 대경교통카드 공용 및 공동배차 재개에 합의하여 2005년 12월 11일부터 대경교통카드를 사용할 수 있게 되었다. 이후 신나리카드는 비공식적으로 사용할 수 있었으나, 2012년 2월경 탑패스 교통카드 단말기에 내장된 안내방송 시스템으로 교체하는 과정에서 신나리카드 단말기를 전량 철거하여 사용이 중지되었다. 2011년 2월 1일부터 탑패스(이후 원패스 포함), 비씨카드를 사용할 수 있게 되었고, 대구 세계육상대회를 앞둔 2011년 8월 16일부터 티머니와 캐시비를 호환하여 사용할 수 있다. 이후 한페이와 레일플러스도 호환 선불교통카드로 추가됐다. 2016년 12월 30일부터 아래의 표같이 기존 요금에서 성인은 150원 (카드 기준), 청소년은 80원 (카드 기준) 인상되었다.
2025년에 경산시 최초의 급행버스로 신설한 급행803번도 기존 일반버스 요금을 받는다.
| 기준 | 나이                    | 카드 (원) | 현금 (원) |
| ---- | ----------------------- | --------- | --------- |
| 일반 | 어른 (만 19세 이상)     | 1,500     | 1,700     |
| 일반 | 청소년 (만 13세 ~ 18세) | 850       | 1,000     |
| 일반 | 어린이 (만 7세 ~ 12세)  | 400       | 500       |

2019년 8월 13일부터 영천시의 시내버스로 환승 시 환승할인이 적용된다. 이와 함께 하양-와촌1번 신녕/치산 구간의 시계외요금이 폐지됐다. 다만 교통카드 단말기는 대구 인접 지자체인 영천, 청도에 비해 약간 늦은 2022년에 세로형으로 교체됐다.

## 경산시 차적의 운행 노선
대구 시내버스의 일부 지선노선과 마찬가지로, 보조 행선판을 이용한 하위 가지노선이 상당히 많다. 따라서 운행 계통을 꼼꼼히 살펴보지 않으면 원하는 목적지에 갈 수 없으니 승차 전 미리 행선지를 확인할 필요가 있다. 시내버스 노선 안내도 사이트에 각각의 노선 개괄도 사진이 있으니 참고하라.

### 간선버스
| 노선 번호 | 운행업체                     | 운행구간       | 운행구간 | 운행구간               | 경유지                                                                                                  | 배차 간격 (분) | 비고                                                                                          |
| --------- | ---------------------------- | -------------- | -------- | ---------------------- | --- | -------------- | --------------------------------------------------------------------------------------------- |
| 100       | 경산버스                     | 대구한의대학교 | ↔        | 황금네거리             | 경산시립박물관, 경산시장, 경산역, 사월역, 담티고개, 만촌역, 경북고교                                    | 11~12          |                                                                                               |
| 100-1     | 경산버스                     | 삼도뷰앤빌W    | ↔        | 황금네거리             | 경산중앙병원, 삼북주공아파트, 옥산동, 담티고개, 만촌역, 수성구청                                        | 20             |                                                                                               |
| 109       | 경산버스                     | 대구한의대학교 | ↔        | 대경대학               | 사동, 경산시청, 임당역, 영남대학교, 신대부적지구, 압량읍사무소                                          | 15             |                                                                                               |
| 399       | 경산버스                     | 자인정류장     | ↔        | 동대구복합환승센터     | 경산시립박물관, 경산시장, 경산역, 사월역, 담티고개, 효목네거리                                          | 13             |                                                                                               |
| 509       | 경상버스 삼천리버스 경산버스 | 다사읍 방천리  | ↔        | 소라아파트             | 성서IC, 계명대대명캠퍼스, 수성구청, 남부정류장, 사월역                                                  | 11             | 대구시내버스와 공동운행                                                                       |
| 803       | 대화교통                     | 대구대학교     | ↔        | 갓바위                 | 하양역, 와촌면사무소                                                                                    | 30             |                                                                                               |
| 803-1     | 대화교통                     | 중산지구       | ↔        | 대구대학교             | |                | 일부 진량초원아파트 경유                                                                      |
| 809       | 경산버스                     | 문명고등학교   | ↔        | 동서리(하양청구2단지)  | 경산역, 경산시장, 영남대학교, 압량읍사무소, 진량고, 하양역                                              | 17             |                                                                                               |
| 814       | 신일여객 경북교통 대화교통   | 대구대         | ↔        | 범물동 (진밭골주차장)  | 하양읍사무소, 반야월시장, 동구청, 동대구역, 법원                                                        | 8              | 대구시내버스와 공동운행                                                                       |
| 818       | 대화교통                     | 대구대         | ↔        | 동대구역               | 청천역, 용계역, 동촌역, 아양교역, 동구청역                                                              | 11~12          | 일부 창신황제아파트 혹은 진량윤성아파트1단지 혹은 진량삼주아파트 혹은 진량초원아파트 연장운행 |
| 818-1     | 대화교통                     | 진량황제아파트 | ↔        | 경일대학교             | 삼주봉황타운 1~4차, 대구대학교, 하양초등학교                                                            | 22             | 경일대학교 종점으로 단축                                                                      |
| 894       | 경상버스 한일운수 경산버스   | 경일대         | ↔        | 범물동                 | 대구대, 금구리, 영남대, 경산시장, 대구스타디움, 고산역, 수성구청                                        | 9              | 대구시내버스와 공동운행                                                                       |
| 912       | 경산버스                     | 진량황제아파트 | ↔        | 중산동                 | 압량읍사무소, 영남대학교, 경산시청, 옥산동                                                              |                | 일부 진량공단 단지내 경유                                                                     |
| 913       | 경산버스                     | 자인정류장     | ↔        | 경산지식산업지구       | |                |                                                                                               |
| 918       | 경산버스                     | 사동부영아파트 | ↔        | 진량삼주아파트         | 경산역, 경산시장, 영남대학교, 압량읍사무소, 윤성1차아파트                                               | 13~15          | 일부 진량산업단지내 경유                                                                      |
| 949       | 경산버스                     | 대구한의대학교 | ↔        | 만촌역(구. 남부정류장) | 경산중앙병원후문, 옥곡초교, 옥산청구아파트, 월드컵충전소, 대구스타디움, 수성 나들목, 연호역, 대륜중고교 | 13             | 구. 939번 만촌역~사동 구간 대체 노선                                                          |
| 989       | 경산버스                     | 대구한의대학교 | ↔        | 대구한의대학교         | |                |                                                                                               |
| 989-1     | 대화교통                     | 대구대학교     | ↔        | 대구대학교             | |                |                                                                                               |
| 990       | 경산버스                     | 자인정류장     | ↔        | 서문시장               | 경산시청, 경산시장, 사월역, 담티고개, 반월당역                                                          | 14             | 일부 대경대학 연장운행                                                                        |
| 991       | 경산버스                     | 대구대학교     | ↔        | 서문시장               | 대구대삼거리, 영남신학대학교, 진량읍사무소, 현흥초등학교, 영남대학교, 사월역, 담티고개, 반월당역        | 40             |                                                                                               |
| 999       | 경산버스                     | 대구한의대학교 | ↔        | 대구한의대학교         | |                |                                                                                               |
| 999-1     | 대화교통                     | 대구한의대학교 | ↔        | 대구한의대학교         | |                |                                                                                               |

### 지선버스
아래 지선노선은 단독 운행이 기본 계통이나, 대부분 편성이 간선 노선인 818번·399번·990번 노선이 해당 오지 구간을 연장하여 대신 운행한다.
| 노선 번호 | 운행업체 | 운행구간       | 운행구간 | 운행구간            | 경유지 | 배차 간격 (분) | 비고                                                              |
| --------- | -------- | -------------- | -------- | ------------------- | --- | -------------- | ----------------------------------------------------------------- |
| 하양1     | 대화교통 | 경일대학교     | ↔        | 상암리              | 하양정류장, 계당리 | 시간표 참조    | 일부 음양리, 박사리, 대구 능성동 연장운행                         |
| 하양1     | 대화교통 | 경일대학교     | ↔        | 대곡리              | 하양정류장, 도리리 | 시간표 참조    | 일부 음양리, 박사리, 대구 능성동 연장운행                         |
| 하양1     | 대화교통 | 경일대학교     | ↔        | 하양여자중고등학교  | 하양정류장, 햐양여자중고등학교 | 시간표 참조    | 일부 음양리, 박사리, 대구 능성동 연장운행                         |
| 하양1     | 대화교통 | 경일대학교     | ↔        | 대동리              | 하양정류장, 와촌면사무소, 계전리 | 시간표 참조    | 일부 음양리, 박사리, 대구 능성동 연장운행                         |
| 하양1     | 대화교통 | 경일대학교     | ↔        | 소월리              | 하양정류장, 계전리, 동강리 | 시간표 참조    | 일부 음양리, 박사리, 대구 능성동 연장운행                         |
| 하양1     | 대화교통 | 경일대학교     | ↔        | 내리리              | 하양정류장, 금락초등학교 | 시간표 참조    | 일부 음양리, 박사리, 대구 능성동 연장운행                         |
| 하양2     | 대화교통 | 부호리         | ↔        | 서사리로            | 하양정류장, 하양역, 하양초등학교, 도리리 → 하양호반써밋더퍼스트 → 하양우미린더센트럴 → 하양제일풍경채아파트 → 하양금호어울림 → 하양A-3블록 행복주택 → 무학교                                                            | 시간표 참조    |                                                                   |
| 하양2     | 대화교통 | 부호리         | ↔        | 서사리로            | 부호리, 대구가톨릭대학교, 하양정류장, 하양역, 하양초등학교, 도리리 → 하양호반써밋더퍼스트 → 하양우미린더센트럴 → 하양제일풍경채아파트 → 하양금호어울림 → 하양A-3블록 행복주택 → 무학교 → 하양역 건너(산업도로) - 부호리 | 시간표 참조    |                                                                   |
| 와촌1     | 대화교통 | 경일대학교     | ↔        | 은해사              | 하양정류장, 와촌면사무소, 계전리, 송천리, 청통면사무소 | 시간표 참조    | 일부 애련리, 대동리 경유 및 신녕면 치산리 연장 운행               |
| 와촌1     | 대화교통 | 경일대학교     | ↔        | 신녕버스정류장      | 하양정류장, 와촌면사무소, 계전리, 송천리, 청통면사무소 | 시간표 참조    | 일부 애련리, 대동리 경유 및 신녕면 치산리 연장 운행               |
| 와촌1     | 대화교통 | 경일대학교     | ↔        | 신녕버스정류장      | 하양정류장, 와촌면사무소, 계전리, 송천리, 청통면사무소, 은해사 | 시간표 참조    | 일부 애련리, 대동리 경유 및 신녕면 치산리 연장 운행               |
| 진랑1     | 대화교통 | 자인정류장     | ↔        | 부기리              | 가야리, 경산컨트리클럽, 진량고등학교 | 시간표 참조    | 일부 현내리 경유                                                  |
| 진랑1     | 대화교통 | 자인정류장     | ↔        | 부기리 (문천리)     | 마곡리, 신제리, 다문리, 문천리, 진량고등학교, 부기리 | 시간표 참조    | 일부 현내리 경유                                                  |
| 진랑1     | 대화교통 | 자인정류장     | ↔        | 부기리 (아사리)     | 마곡리, 신제리, 다문리, 아사리, 평사리, 대구대학교 | 시간표 참조    | 일부 현내리 경유                                                  |
| 진랑1     | 대화교통 | 자인정류장     | ↔        | 경일대학교          | 마곡리, 광석리, 속초리, 황제리, 경산컨트리클럽, 진량고등학교, 부기리 | 시간표 참조    | 일부 현내리 경유                                                  |
| 진랑2     | 대화교통 | 하양정류장     | ↔        | 진량윤성아파트1단지 | 진량초원아파트, 봉회리, 진량고등학교 | 시간표 참조    |                                                                   |
| 진랑2     | 대화교통 | 경일대학교     | ↔        | 진량황제아파트      | 봉회리, 진량삼주아파트 | 시간표 참조    |                                                                   |
| 진랑2     | 대화교통 | 경일대학교     | ↔        | 진량황제아파트      | 봉회리, 진량고등학교, 진량산업단지순환 | 시간표 참조    |                                                                   |
| 압량1     | 경산버스 | 경남신성아파트 | ↔        | 자인정류장          | 부적지구, 가일리, 신촌리, 가야리, 계림리 | 시간표 참조    | 일부 신관리 연장운행                                              |
| 압량1     | 경산버스 | 경남신성아파트 | ↔        | 자인정류장 (선화리) | 현흥리, 선화리, 경산컨트리클럽, 계림리 | 시간표 참조    | 일부 신관리 연장운행                                              |
| 압량1     | 경산버스 | 경남신성아파트 | ↔        | 자인정류장 (마곡)   | 부적지구, 가일리, 신촌리, 가야리, 속초리, 광석리, 마곡리 | 시간표 참조    | 일부 신관리 연장운행                                              |
| 남산1     | 경산버스 | 상대온천       | ↔        | 경남신성아파트      | 인흥리, 대구한의대학교, 경산등기소, 경산시장 | 시간표 참조    | 일부 내동, 여천동, 유곡동 경유 대구한의대학교 오성캠퍼스 연장운행 |
| 남산2     | 경산버스 | 자인정류장     | ↔        | 조곡리              | 동부리, 남산복지회관, 삼육교등학교 | 시간표 참조    | 일부 경산역, 경산등기소 연장운행 원당리 경유                      |
| 남산2     | 경산버스 | 자인정류장     | ↔        | 상대온천            | 전지리, 하대리 | 시간표 참조    | 일부 경산역, 경산등기소 연장운행 원당리 경유                      |
| 남산2     | 경산버스 | 자인정류장     | ↔        | 반곡리              | 전지리 | 시간표 참조    | 일부 경산역, 경산등기소 연장운행 원당리 경유                      |
| 남산2     | 경산버스 | 자인정류장     | ↔        | 갈고개              | 경리, 평기리 | 시간표 참조    | 일부 경산역, 경산등기소 연장운행 원당리 경유                      |
| 남산2     | 경산버스 | 자인정류장     | ↔        | 사림리              | 우검리, 연하리 | 시간표 참조    | 일부 경산역, 경산등기소 연장운행 원당리 경유                      |
| 남산2     | 경산버스 | 자인정류장     | ↔        | 갈고개              | (일부 삼육고등학교 경유), 우검리, 평기리 | 시간표 참조    | 일부 경산역, 경산등기소 연장운행 원당리 경유                      |
| 남산2     | 경산버스 | 자인정류장     | ↔        | 사림리              | 경리, 안심리, 흥정리 | 시간표 참조    | 일부 경산역, 경산등기소 연장운행 원당리 경유                      |
| 남천1     | 경산버스 | 신대부적       | ↔        | 신방리              | 옥산태왕아파트, 경산시장, 백천주공아파트, 영남외국어대학, 남천면사무소, 금곡교, 송백리 | 시간표 참조    | 일부 금구리, 대정동 연장운행 산전리 경유                          |
| 남천1     | 경산버스 | 신대부적       | ↔        | 원리 (하도리)       | 옥산태왕아파트, 경산시장, 백천주공아파트, 영남외국어대학, 남천면사무소, 금곡교, 송백리 | 시간표 참조    | 일부 금구리, 대정동 연장운행 산전리 경유                          |
| 남천1     | 경산버스 | 신대부적       | ↔        | 흥산리              | 옥산태왕아파트, 경산시장, 백천주공아파트, 영남외국어대학, 남천면사무소, 금곡교, 송백리 | 시간표 참조    | 일부 금구리, 대정동 연장운행 산전리 경유                          |
| 용성1     | 경산버스 | 자인정류장     | ↔        | 송림리              | 옥천리, 용성초등학교 | 시간표 참조    | 일부 경산역, 경산등기소 연장운행 대종2리 경유                     |
| 용성1     | 경산버스 | 자인정류장     | ↔        | 곡란리              | 옥천리, 용성초등학교, 곡신리 | 시간표 참조    | 일부 경산역, 경산등기소 연장운행 대종2리 경유                     |
| 용성1     | 경산버스 | 자인정류장     | ↔        | 내촌리              | 옥천리, 용성초등학교, 용성보건소, 고죽리, 외촌리 | 시간표 참조    | 일부 경산역, 경산등기소 연장운행 대종2리 경유                     |
| 용성1     | 경산버스 | 자인정류장     | ↔        | 부일리              | 옥천리, 용성초등학교, 부제리, 대종1리, 용천리 | 시간표 참조    | 일부 경산역, 경산등기소 연장운행 대종2리 경유                     |

### 순환버스
| 노선 번호 | 운행업체 | 운행구간            | 운행구간 | 운행구간            | 경유지 | 배차 간격 (분) | 비고             |
| --------- | -------- | ------------------- | -------- | ------------------- | --- | -------------- | ---------------- |
| 경산1     | 경산버스 | 사동부영아파트6단지 | →        | 사동부영아파트6단지 | 사동중학교, 문명고등학교, 백천부영아파트, 삼북주공아파트, 대평그린빌아파트, 중방네거리, 사동중학교        | 50             |                  |
| 경산1-1   | 경산버스 | 사동부영아파트6단지 | →        | 사동부영아파트6단지 | 사동중학교, 중방네거리, 대평그린빌아파트, 삼북주공아파트, 백천부영아파트, 문명고등학교, 사동중학교        | 50             |                  |
| 경산2     | 경산버스 | 사동부영아파트6단지 | →        | 사동부영아파트6단지 | 계양주공아파트, 경산고등학교, 옥산우방아파트, 옥곡초등학교, 백천부영아파트, 백천주공아파트                | 40             | 일부 평천동 경유 |
| 경산2-1   | 경산버스 | 사동부영아파트6단지 | →        | 사동부영아파트6단지 | 백천주공아파트, 백천부영아파트, 옥곡초등학교, 옥산우방아파트, 경산고등학교, 계양주공아파트                | 40             | 일부 평천동 경유 |
| 경산3     | 경산버스 | 대구한의대학교      | →        | 신대리              | 인터불고경산CC, 백천사거리, 백천윤성아파트, 경산중앙병원, 경산시청, 임당역, 영남대학교 정문, 신대근린공원 | 50             | 일부 자인 경유   |

### 급행버스
| 노선 번호 | 운행업체 | 운행구간 | 운행구간 | 운행구간 | 경유지 | 배차 간격 (분) | 비고                                                                               |
| --------- | -------- | -------- | -------- | -------- | --- | -------------- | ---------------------------------------------------------------------------------- |
| 급행803   | 대화교통 | 경산역   | →        | 갓바위   | 경산시장, 경산시외버스정류장, 영남대, 압량읍행정복지센터, 진량읍행정복지센터, 하양꿈바우시장, 하양역 (산업도로), 하양시외버스터미널, 와촌면행정복지센터 |                | 803번 노선을 급행화한 것으로, 10개소 정류장만 정차하며 경산시 최초의 급행버스 노선 |

## 타 지역의 버스 노선

### 영천시의 시내버스
| 노선 번호  | 운행구간         | 운행구간 | 운행구간   | 경유지 | 운행 횟수 | 비고                                          |
| ---------- | ---------------- | -------- | ---------- | --- | --------- | --------------------------------------------- |
| 55 시내    | 망정동창신아파트 | ↔        | 동부정류장 | 영천고교, 영천터미널, 서문육거리, 오수동차고지, 영천경찰서, 금호초교종점(냉천리), 금호읍사무소, 금호중학교, 용천리CNG충전소, 부림요양병원, 동서리종점, 하양역, 하양정류장, 대구가톨릭대학교, 경일대학교, 청천역, 안심역, 신서네거리, 용계역, 망우당공원, 효목네거리, 구 약사회관뒷길 | 50회      | 좌석버스 555번과 교차운행하는 방식으로 운행   |
| 555 좌석   | 망정동창신아파트 | ↔        | 동부정류장 | 영천고교, 영천터미널, 서문육거리, 오수동차고지, 영천경찰서, 금호초교종점(냉천리), 금호읍사무소, 금호중학교, 용천리CNG충전소, 부림요양병원, 동서리종점, 하양역, 하양정류장, 대구가톨릭대학교, 경일대학교, 청천역, 안심역, 신서네거리, 용계역, 망우당공원, 효목네거리, 구 약사회관뒷길 | 26회      | 시내버스 55번과 교차운행하는 방식으로 운행    |
| 55-1 시내  | 망정동창신아파트 | ↔        | 경일대학교 | 영천고교, 영천터미널, 서문육거리, 오수동차고지, 영천경찰서, 금호초교종점(냉천리), 금호읍사무소, 금호중학교, 용천리CNG충전소, 부림요양병원, 동서리종점, 하양역, 하양정류장, 대구가톨릭대학교                                                                                          | 6회       | 좌석버스 555-1번과 교차운행하는 방식으로 운행 |
| 555-1 좌석 | 망정동창신아파트 | ↔        | 경일대학교 | 영천고교, 영천터미널, 서문육거리, 오수동차고지, 영천경찰서, 금호초교종점(냉천리), 금호읍사무소, 금호중학교, 용천리CNG충전소, 부림요양병원, 동서리종점, 하양역, 하양정류장, 대구가톨릭대학교                                                                                          | 7회       | 시내버스 55-1번과 교차운행하는 방식으로 운행  |

## 운영 업체
- 경산버스
- 대화교통

## 갤러리

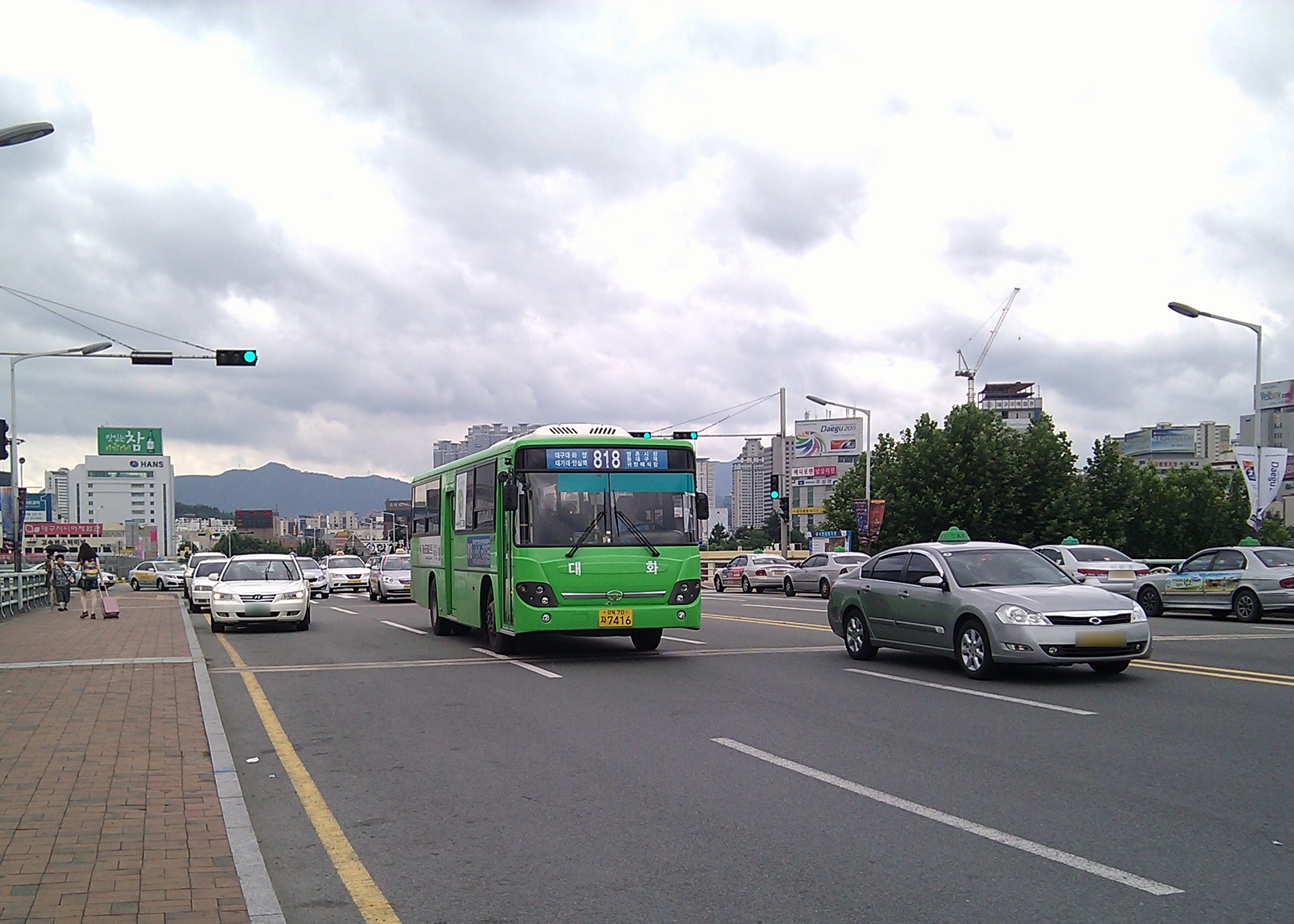
동대구역(앞)을 출발한 818번 노선.
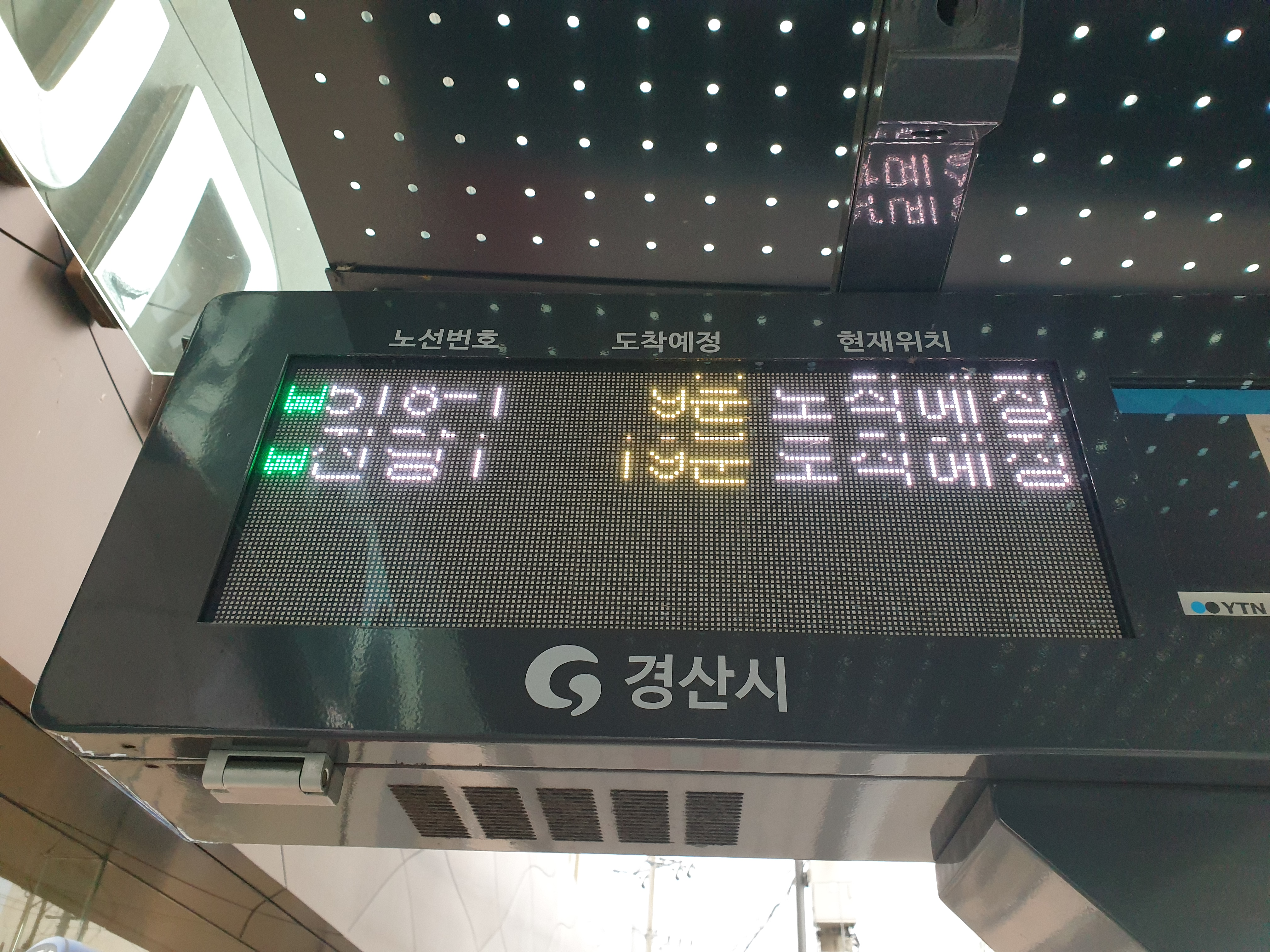
시내버스 도착 안내기.
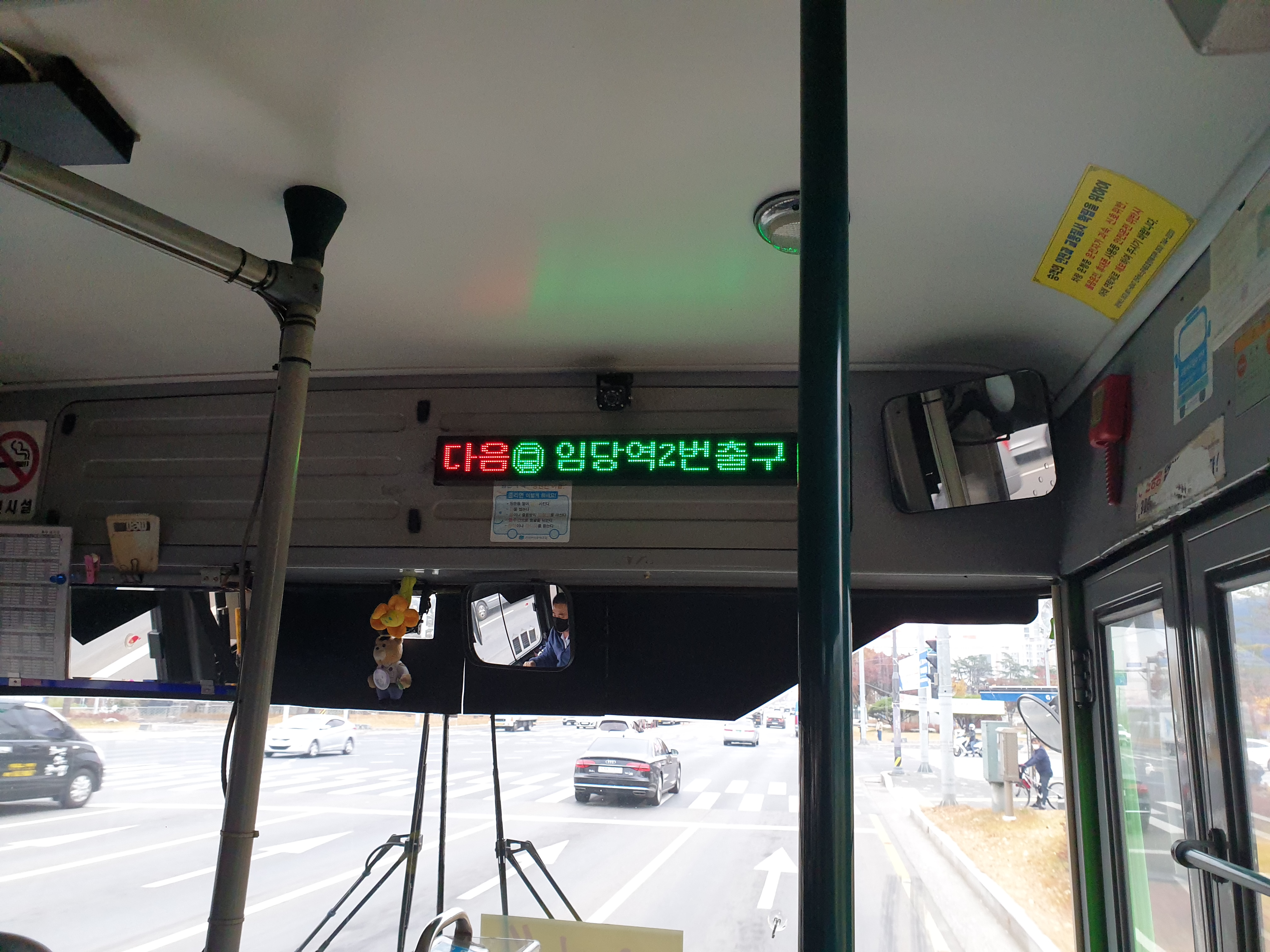
경산시내버스 내부 LED
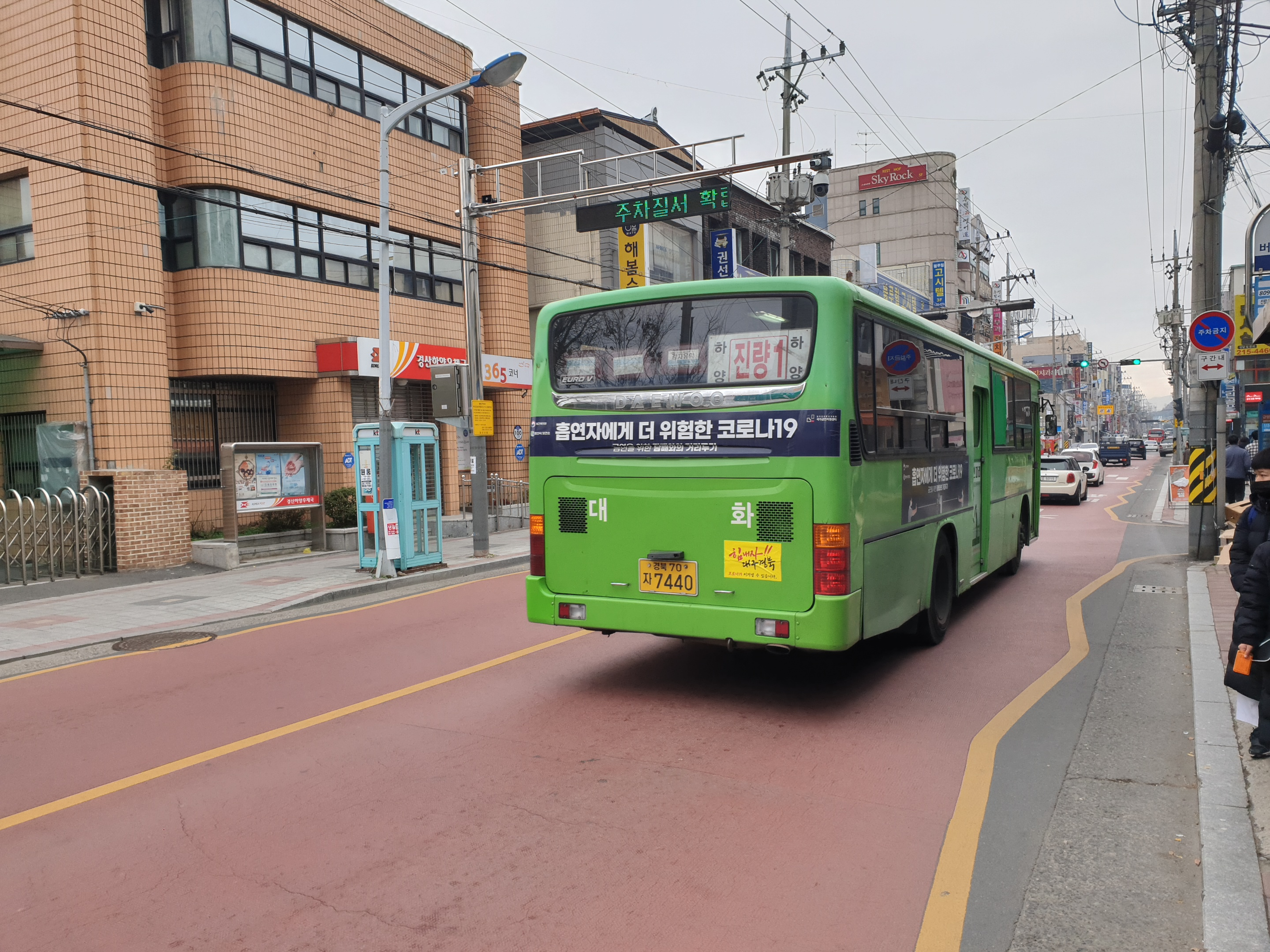
경산시내버스 진량1번
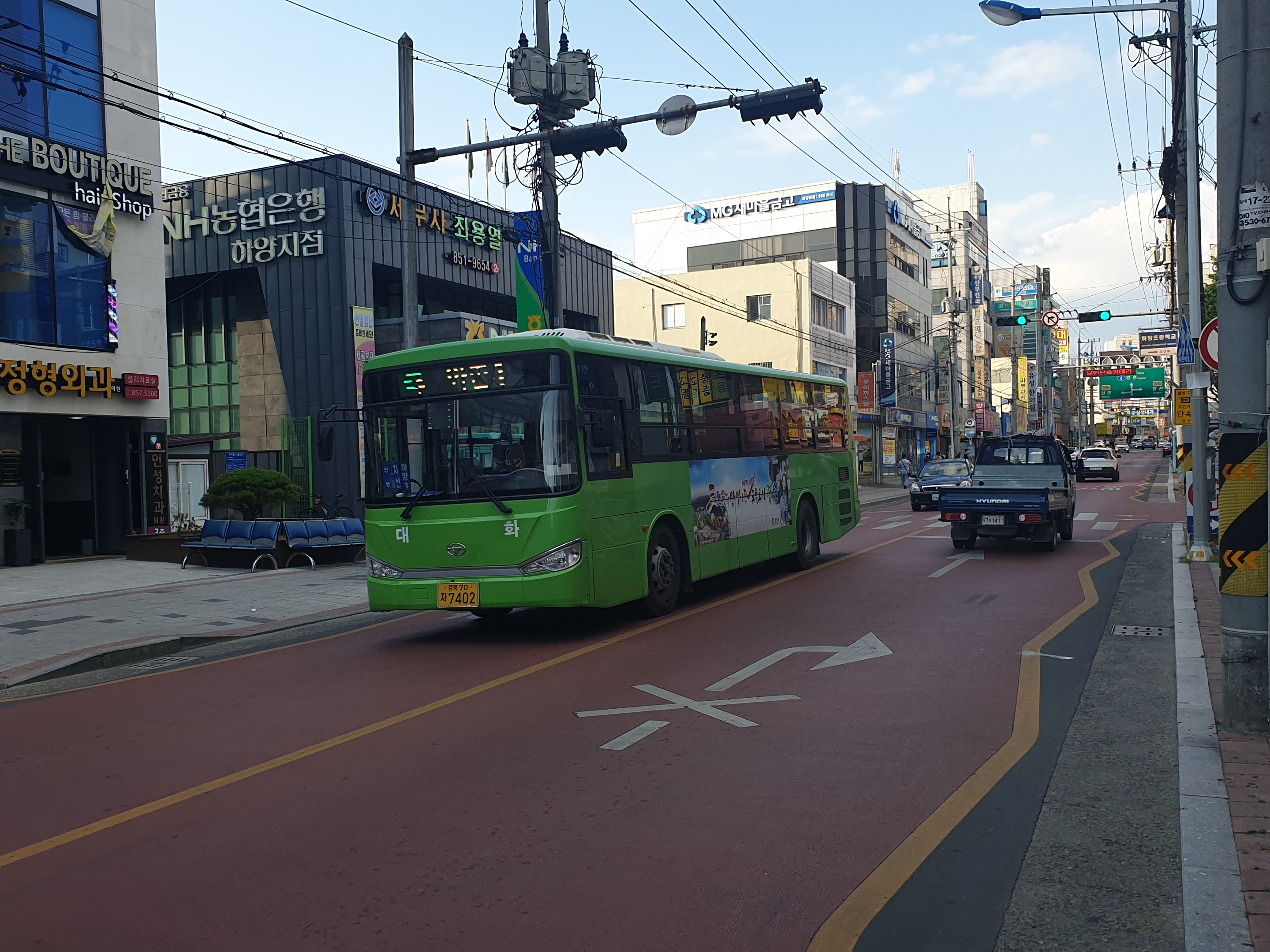
경산시내버스 하양와촌1번
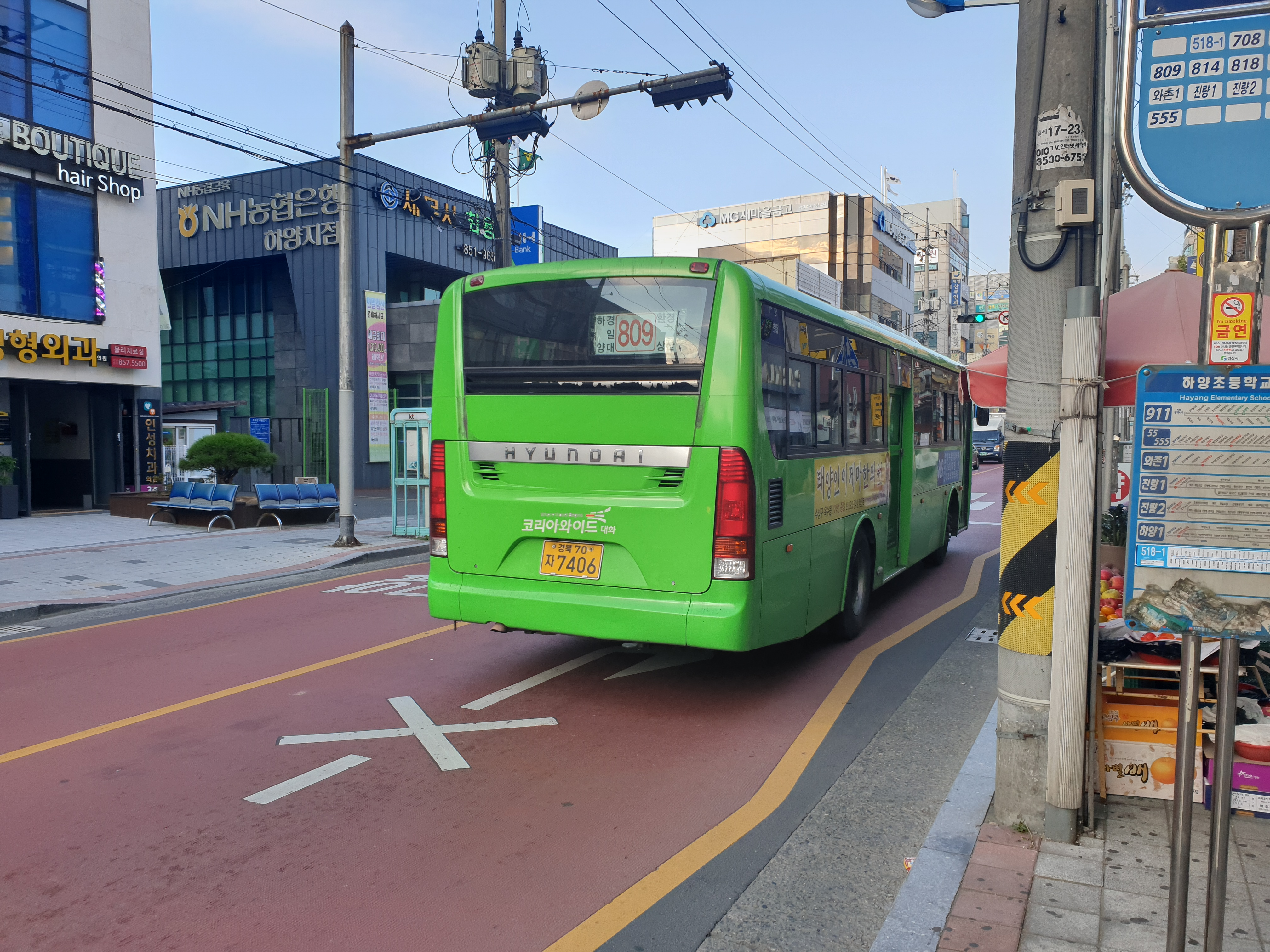
하양초등학교 정류장을 출발한 809번 버스 (현재 803번에서 운행중)
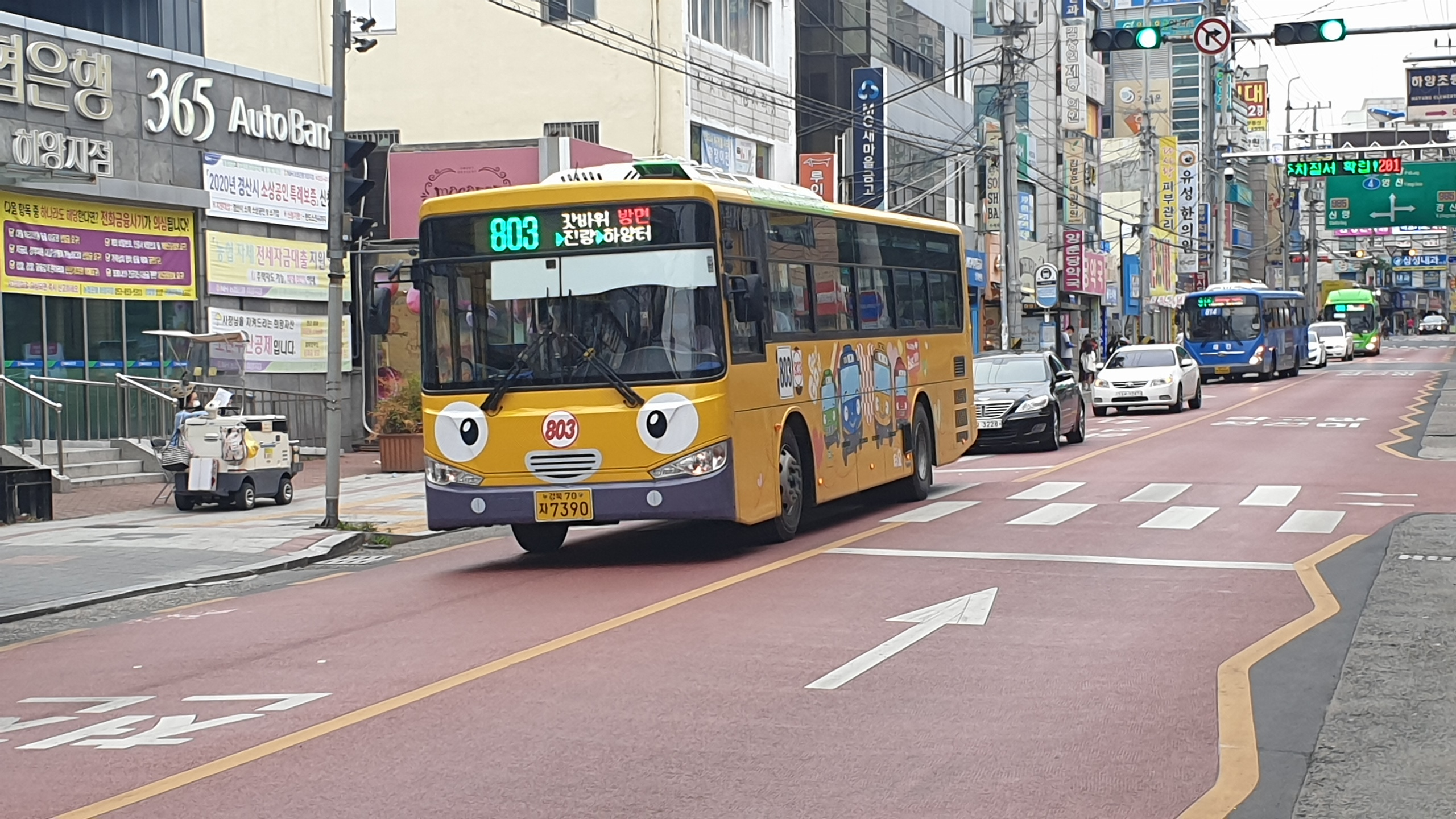
경산시내버스 803번 (타요랩핑 적용, 현재 809번에서 운행중)